# Liste des épisodes de TUFF Puppy
Cet article recense la liste des épisodes de la série télévisée d'animation américaine TUFF Puppy diffusée sur Nickelodeon du 2 octobre 2010 au 4 avril 2015. 
TUFF Puppy est initialement diffusée aux États-Unis depuis le 2 octobre 2010 sur Nickelodeon. La première diffusion de T.U.F.F. Puppy recense une audience de 3,6 millions de téléspectateurs. Au Canada, depuis le 7 janvier 2011 sur Nickelodeon Canada.
En France, la série est diffusée du 24 août 2011 au 22 décembre 2012 sur Nickelodeon France.

## Panorama des saisons
| Saison | Saison | Épisodes | Épisodes        | États-Unis      | États-Unis    | États-Unis   |
| Saison | Saison | Épisodes | Épisodes        | Début de saison | Fin de saison | Chaîne       |
| ------ | ------ | -------- | --------------- | --------------- | ------------- | ------------ |
|        | 1      | 26       | 26              | 2 octobre 2010  | 13 mai 2012   | Nickelodeon  |
|        | 2      | 26       | 9               | 27 mai 2012     | 9 août 2013   | Nickelodeon  |
| 17     | 2      | 26       | 20 octobre 2013 | 17 mai 2014     | NickToons     |              |
|        | 3      | 8        | 8               | 26 juillet 2014 | NickToons     | 4 avril 2015 |

## Épisodes

### Première saison (2010-2012)
| №  | #   | Titre français                           | Titre original               | Première diffusion | Code prod. |
| -- | --- | ---------------------------------------- | ---------------------------- | ------------------ | ---------- |
| 1  | 1a  | L’Équipier plus que parfait              | Purr-fect Partners           | 2 octobre 2010     | 101        |
| 1  | 1b  | Kitty sous haute protection              | Doom-mates                   | 2 octobre 2010     | 101        |
| 2  | 2a  | Enfin les vacances !                     | Cruisin' for a Bruisin'      | 9 octobre 2010     | 104        |
| 2  | 2b  | La Nouvelle secrétaire                   | Puppy Love                   | 9 octobre 2010     | 104        |
| 3  | 3a  | Le Centre Commercial                     | Mall Rat                     | 16 octobre 2010    | 102        |
| 3  | 3b  | Opération : Joyeux anniversaire          | Operation : Happy Birthday   | 16 octobre 2010    | 102        |
| 4  | 4a  | R.I.T.A                                  | Toast of T.U.F.F             | 23 octobre 2010    | 105        |
| 4  | 4b  | Cherche QG, urgent                       | Share-A-Lair                 | 23 octobre 2010    | 105        |
| 5  | 5a  | Keswick change de camp                   | Snapnapped                   | 6 novembre 2010    | 103        |
| 5  | 5b  | La Visite Surprise                       | Mom-A-Geddon                 | 6 novembre 2010    | 103        |
| 6  | 6a  | Dudley sous hypnose                      | Dog Daze                     | 27 novembre 2010   | 106        |
| 6  | 6b  | Le Chef part en mission                  | Internal Affairs             | 27 novembre 2010   | 106        |
| 7  | 7a  | Disparition sous la glace                | Chilly Dog                   | 27 novembre 2010   | 107        |
| 7  | 7b  | Le Bandit de l'Année                     | The Doomies                  | 27 novembre 2010   | 107        |
| 8  | 8a  | La Montre à remonter le temps            | Watch Dog                    | 15 janvier 2011    | 110        |
| 8  | 8b  | Le Casque qui rend invisible             | Dog Dish                     | 15 janvier 2011    | 110        |
| 9  | 9a  | Un Chien de tonnerre                     | Thunder Dog                  | 12 février 2011    | 108        |
| 9  | 9b  | Snap-papa                                | Snap Dad                     | 12 février 2011    | 108        |
| 10 | 10a | Patte de fer                             | Iron Mutt                    | 26 février 2011    | 109        |
| 10 | 10b | Le Meilleur Agent Secret                 | The Wrong Stuff              | 26 février 2011    | 109        |
| 11 | 11a | Le Coup sur la tête                      | Forget me Mutt               | 9 avril 2011       | 111        |
| 11 | 11b | Le Casque télépathe                      | Mind Trap                    | 9 avril 2011       | 111        |
| 12 | 12a | 3 jours sans maman                       | Frisky Business              | 13 août 2011       | 114        |
| 12 | 12b | Le concours de beauté                    | Hot Dog                      | 13 août 2011       | 114        |
| 13 | 13a | La règle 857                             | Kid Stuff                    | 13 août 2011       | 112        |
| 13 | 13b | Les Super Chouettes Défenseurs de la Loi | Super Duper Crime Busters    | 13 août 2011       | 112        |
| 14 | 14a | L'école des bandits                      | Disobedience School          | 16 août 2011       | 115        |
| 14 | 14b | Le Thon à cape                           | The Dog Who Cried Fish       | 16 août 2011       | 115        |
| 15 | 15a | L'Invasion des clones                    | The Rat Pack                 | 19 août 2011       | 117        |
| 15 | 15b | Une espèce en voie de disparition        | Booby Trap                   | 19 août 2011       | 117        |
| 16 | 16a | Le Camp de vacances                      | Snappy Campers               | 17 septembre 2011  | 119        |
| 16 | 16b | La Chasse de la semaine                  | Lucky Duck                   | 17 septembre 2011  | 119        |
| 17 | 17a | La Malédiction du Roi Cabot              | The Curse of King Mutt       | 10 octobre 2011    | 118        |
| 17 | 17b | La Journée des métiers                   | Bored of Education           | 10 octobre 2011    | 118        |
| 18 | 18a | Le Témoin sous protection                | Guard Dog                    | 10 octobre 2011    | 120        |
| 18 | 18b | Les Bijoux de la couronne                | Dog Saves the Queen          | 10 octobre 2011    | 120        |
| 19 | 19a | Doom et Gloom                            | Doom and Gloom               | 26 novembre 2011   | 116        |
| 19 | 19b | Un certain flair                         | Low and Odor                 | 26 novembre 2011   | 116        |
| 20 | 20  | Noël en danger                           | A Doomed Christmas           | 10 décembre 2011   | 121        |
| 21 | 21a | La Réunion des Anciens Élèves            | Big Dog on Campus            | 16 janvier 2012    | 122        |
| 21 | 21b | Le Nouvel Ami de Dudley                  | Dog Save the Queen           | 16 janvier 2012    | 122        |
| 22 | 22  | Opération : "Super Opération"            | Mission : Really Big Mission | 31 mars 2012       | 113        |
| 23 | 23a | En avant la musique                      | Monkey Business              | 21 avril 2012      | 125        |
| 23 | 23b | Le journal de Kitty                      | Diary of a Mad Cat           | 21 avril 2012      | 125        |
| 24 | 24a | La Disparition des T.U.F.F.              | Dudley Do-Wrong              | 6 mai 2012         | 123        |
| 24 | 24b | Retour à l'Age de Pierre                 | Puppy Unplugged              | 6 mai 2012         | 123        |
| 25 | 25a | Dudley monte en grade                    | Top Dog                      | 20 mai 2012        | 124        |
| 25 | 25b | Au bon coin-coin                         | Quack in the Box             | 20 mai 2012        | 124        |
| 26 | 26a | Le mensonge est un vilain défaut         | Lie Like a Dog               | 27 mai 2012        | 126        |
| 26 | 26b | Coup de froid                            | Cold Fish                    | 27 mai 2012        | 126        |

### Deuxième saison (2012-2014)
| №  | #   | Titre français                    | Titre original                      | Première diffusion | Code prod. |
| -- | --- | --------------------------------- | ----------------------------------- | ------------------ | ---------- |
| 27 | 1a  | L'échange de cerveaux             | Freaky Spy Day                      | 23 mai 2012        | 202        |
| 27 | 1b  | Le destructeur de rêves           | Dog Tired                           | 23 mai 2012        | 202        |
| 28 | 2a  | Tonton Dudley                     | Pup Daddy                           | 3 juin 2012        | 201        |
| 28 | 2b  | Une enquête trop sucrée           | Candy Cane-ine                      | 3 juin 2012        | 201        |
| 29 | 3a  | Le chien du futur                 | Bark to the Future                  | 13 octobre 2012    | 205        |
| 29 | 3b  | Bienvenue à Hollywoof             | Light, Camera, Quacktion            | 13 octobre 2012    | 205        |
| 30 | 4   | Pas de bonbons pour Halloween     | Happy Howl-O-Ween                   | 27 octobre 2012    | 210        |
| 31 | 5a  | Retour à la Nature                | Bark to Nature                      | 5 août 2013        | 213        |
| 31 | 5b  | De l'électricité dans l'air       | Mutts and Bolts                     | 5 août 2013        | 213        |
| 32 | 6a  | Chien perché                      | Dog House                           | 6 août 2013        | 203        |
| 32 | 6b  | Un chien de retard                | Time Waits for No Mutt              | 6 août 2013        | 203        |
| 33 | 7a  | Les puces-de-terre                | Mud with Power                      | 7 août 2013        | 219        |
| 33 | 7b  | Le livre de la loi                | Legal Beagle                        | 7 août 2013        | 219        |
| 34 | 8a  | Chut, Dudley !                    | Hush Puppy                          | 8 août 2013        | 209        |
| 34 | 8b  | La fête de l'année                | Quacky Birthday                     | 8 août 2013        | 209        |
| 35 | 9a  | Dudley chez les brebis            | Sheep Dog                           | 9 août 2013        | 223        |
| 35 | 9b  | Une mère envahissante             | Mom's Away                          | 9 août 2013        | 223        |
| 36 | 10a | Fous amoureux                     | Love Bird                           | 20 octobre 2013    | 204        |
| 36 | 10b | Un coup de bluff                  | Bluff Puppy                         | 20 octobre 2013    | 204        |
| 37 | 11a | Piège à rats                      | Rat Trap                            | 27 octobre 2013    | 207        |
| 37 | 11b | Agent de l'année                  | Agent of the Year                   | 27 octobre 2013    | 207        |
| 38 | 12a | Un problème de taille             | Barking Tall                        | 3 novembre 2013    | 212        |
| 38 | 12b | Le voleur d'œuf                   | Bad Eggs                            | 3 novembre 2013    | 212        |
| 39 | 13a | Copies conformes                  | Carbon Copies                       | 10 novembre 2013   | 214        |
| 39 | 13b | Les Cookies                       | TUFF Cookies                        | 10 novembre 2013   | 214        |
| 40 | 14a | Le super enquêteur                | Subliminal Criminal                 | 17 novembre 2013   | 215        |
| 40 | 14b | L'idole de Dudley                 | Acting T.U.F.F.                     | 17 novembre 2013   | 215        |
| 41 | 15a | Rencontre du puppième type        | Close Encounters of the Doomed King | 27 décembre 2013   | 206        |
| 41 | 15b | Les chercheurs d'or               | Golden Retriever                    | 27 décembre 2013   | 206        |
| 42 | 16  | Jusqu'à ce que DOOM nous séparent | Til Doom Do Us Part                 | 14 février 2014    | 211        |
| 43 | 17a | Jour férié                        | Crime Takes a Holiday               | 19 avril 2014      | 224        |
| 43 | 17b | Le pouvoir des fleurs             | Flower Power                        | 19 avril 2014      | 224        |
| 44 | 18a | L'abeille épeleuse                | The Spelling Bee                    | 19 avril 2014      | 220        |
| 44 | 18b | Par effraction                    | House Broken                        | 19 avril 2014      | 220        |
| 45 | 19a | Des choix compliqués              | T.U.F.F Choices                     | 26 avril 2014      | 208        |
| 45 | 19b | Pleurer mène à tout               | Sob Story                           | 26 avril 2014      | 208        |
| 46 | 20a | Changement de propriétaire        | T.U.F.F Sell                        | 26 avril 2014      | 216        |
| 46 | 20b | Preuves compromettantes           | Tattle Tale                         | 26 avril 2014      | 216        |
| 47 | 21a | Le sirop de vérité                | True Spies                          | 3 mai 2014         | 218        |
| 47 | 21b | Le bagel et la bête               | Bagel and the Beast                 | 3 mai 2014         | 218        |
| 48 | 22a | Le concours de danse              | Dancin' Machine                     | 3 mai 2014         | 221        |
| 48 | 22b | Le bon, la brute et le canard     | Tthe Good, the Bad and the Quacky   | 3 mai 2014         | 221        |
| 49 | 23a | La fouine s'en mêle               | Pup Goes the Weasel                 | 10 mai 2014        | 222        |
| 49 | 23b | Le maître du temps                | Puppy Pause                         | 10 mai 2014        | 222        |
| 50 | 24a | Partenaires                       | Match Me If You Can                 | 10 mai 2014        | 225        |
| 50 | 24b | Un crime bien organisé            | Organized Crime                     | 10 mai 2014        | 225        |
| 51 | 25a | La vengeance de Katty             | A Tale of Two Kitties               | 17 août 2014       | 217        |
| 51 | 25b | Blinote vole                      | Pup in the Air                      | 17 août 2014       | 217        |
| 52 | 26a | Petite amie et ennemie            | Girlfriend or Foe ?                 | 17 août 2014       | 226        |
| 52 | 26b | Peur bleue                        | Scrared Wit-Less                    | 17 août 2014       | 226        |

### Troisième saison (2014-2015)
| №  | #  | Titre français         | Titre original       | Première diffusion | Code prod. |
| -- | -- | ---------------------- | -------------------- | ------------------ | ---------- |
| 53 | 1  | Titre français inconnu | T.U.F.F Break Up     | 26 juillet 2014    | 308        |
| 54 | 2a | Titre français inconnu | T.U.F.F Love         | 14 février 2015    | 305        |
| 54 | 2b | Titre français inconnu | Soar Loser           | 14 février 2015    | 305        |
| 55 | 3a | Titre français inconnu | Dead or a Lie        | 28 février 2015    | 306        |
| 55 | 3b | Titre français inconnu | Tourist Trap         | 28 février 2015    | 306        |
| 56 | 4a | Titre français inconnu | Hide and Ghost Seek  | 7 mars 2015        | 304        |
| 56 | 4b | Titre français inconnu | Cod Squad            | 7 mars 2015        | 304        |
| 57 | 5a | Titre français inconnu | Barking Bad          | 14 mars 2015       | 301        |
| 57 | 5b | Titre français inconnu | Smarty Pants         | 14 mars 2015       | 301        |
| 58 | 6a | Titre français inconnu | Great Scott          | 21 mars 2015       | 302        |
| 58 | 6b | Titre français inconnu | To Bee or Not to Bee | 21 mars 2015       | 302        |
| 59 | 7a | Titre français inconnu | While the Cats Away  | 28 mars 2015       | 303        |
| 59 | 7b | Titre français inconnu | Sweet Revenge        | 28 mars 2015       | 303        |
| 60 | 8a | Titre français inconnu | Puff Puppy           | 4 avril 2015       | 307        |
| 60 | 8b | Titre français inconnu | Stressed to Kill     | 4 avril 2015       | 307        |